# Bojaźń Boża (kongres)

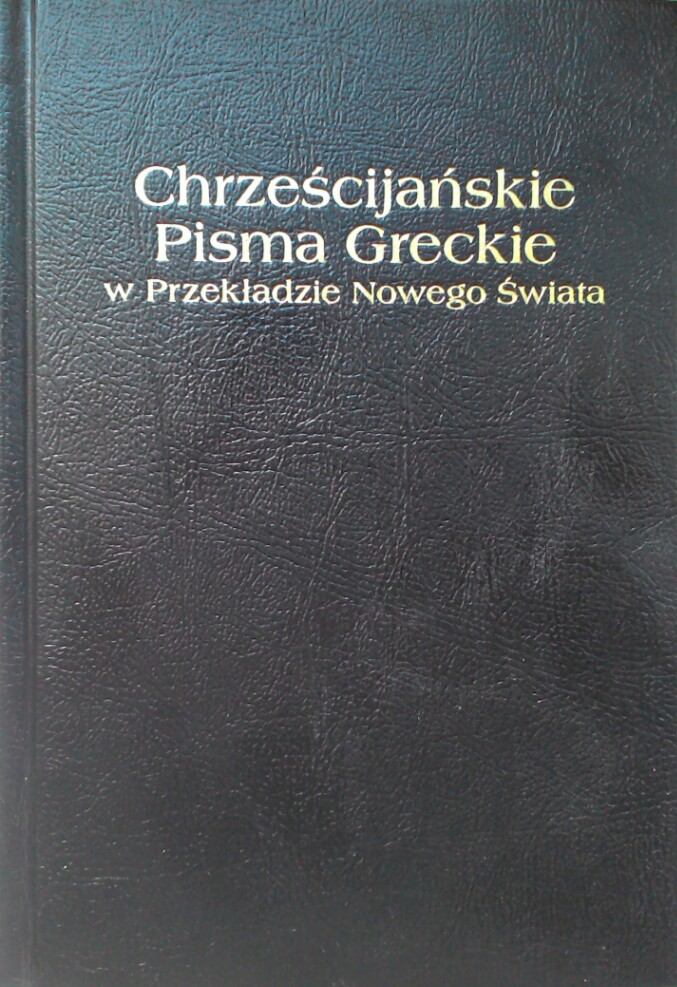
Chrześcijańskie Pisma Greckie w Przekładzie Nowego Świata (Nowy Testament) – ogłoszenie wydania w j. polskim na kongresie w 1994 roku

Bojaźń Boża – ogólnoświatowa seria kongresów (dużych spotkań religijnych) zorganizowanych przez Świadków Jehowy, które trwały na całym świecie od czerwca 1994 roku do stycznia 1995 roku.

## Cel kongresu
Zdaniem organizatorów, Ciała Kierowniczego Świadków Jehowy, kongresy miały na celu „pełnić dla Boga świętą służbę ze zbożną bojaźnią i lękiem” (Hbr 12:28). Program podkreślił, że bojaźń Bożą to głęboki szacunek dla Jehowy Boga, połączony ze zdrowym lękiem przed wywołaniem Jego niezadowolenia. Program zwrócił uwagę, na bojaźń Bożą, która nie paraliżuje, lecz wywiera pozytywny wpływ. Pobudza do obstawania przy tym, co słuszne, i chroni przed uwikłaniem się w złe postępowanie.

## Kongresy w Polsce
Zorganizowano serię 15 trzydniowych kongresów na stadionach. Na wszystkich obiektach program był także tłumaczony na polski język migowy.

### Od 1 do 3 lipca
- Bydgoszcz (stadion WKS Zawisza)
- Łódź (stadion KS Start)
- Wałbrzych (Stadion GKS „Górnika” Wałbrzych)

### Od 8 do 10 lipca
- Gdańsk (Stadion BKS Lechia)
- Rzeszów (Stadion ZKS Stal)
- Wrocław (Stadion Olimpijski)

### Od 15 do 17 lipca
- Chorzów (Stadion Śląski). Ponad 30 000 obecnych, a 712 zostało ochrzczonych. Udział w pracach porządkowych przed kongresem wzięło ponad 5 tysięcy wolontariuszy[5][6][7].
- Lublin (stadion RKS Motor)
- Poznań (stadion Olimpia) Chrzest przyjęło 249 osób[8][9].[10]

### Od 22 do 24 lipca
- Szczecin (stadion KS Arkonia)
- Warszawa (stadion KS Legia)[11][12]
- Zamość (Stadion OSiR)

### Od 29 do 31 lipca
- Kalisz (Stadion KS Calisia)[13]
- Kraków (Stadion Cracovii). Prawie 7800 osób, a 384 osoby ochrzczono. W czasie kongresów w różnych działach pracowało około 900 wolontariuszy[14][15]. Wcześniej w pracach porządkowych przy tym obiekcie, od maja do lipca, uczestniczyło 1700 osób, w sumie przez 8 tysięcy godzin[13].

### Od 5 do 7 sierpnia
- Olsztyn (Stadion OSiR) 6888 obecnych, 219 osób zostało ochrzczonych[16]

## Kongresy na świecie
Kongresy odbyły się w przeszło 150 krajach.
W Angoli po raz pierwszy kongresy zorganizowano na prowincji: jeden w Bengueli, gdzie zgromadziły się 2043 osoby, a drugi w Namibe, na który przybyło 4088 osób. Łączna liczba obecnych na wszystkich kongresach osiągnęła 67 278, z czego 962 ochrzczono.
Rząd kubański zezwolił na zorganizownie kongresów, które w ciągu trzech tygodni odbyły się w przeszło 1000 miejsc.
Po powrocie grupy 1500 uchodźców powróciła do Rwandy, w grudniu 1994 roku przy jednej z Sal Królestwa w Kigali planowano urządzić kongres, na które przybyli delegaci z Francji, Kenii i Ugandy. Jednak ze względów bezpieczeństwa zostało odwołane przez władze.
Po 60 latach zakazu działalności w Mołdawii w sierpniu 1994 roku w Kiszyniowie odbył się pierwszy kongres zorganizowany w tym kraju.
W Niemczech zorganizowano 19 kongresów. W Duisburgu na Wedaustadion program został przedstawiony również w języku polskim. W Stanach Zjednoczonych w 65 miejscach odbyło się 168 kongresów. Liczba obecnych wyniosła łącznie 1 481 258. Ochrzczono 13 742 osób. W Wielkiej Brytanii odbyło się 17 kongresów, a w Kanadzie – 29. W Zambii odbyło się 49 kongresów, na które przybyło łącznie 327 856 osób.

## Ważne punkty programu
- Dramaty:
  - Stoisz wobec wyboru (przedstawienie kostiumowe oparte na biblijnej relacji o decyzjach wyboru dotyczących służenia Bogu powziętych za czasów Jozuego oraz proroka Eliasza)
- Wykład publiczny:
  - Dlaczego trzeba się bać prawdziwego Boga

Program nawiązywał do kwestii bojaźni Bożej. Myśl przewodnia pierwszego dnia programu brzmiała: „Bój się Boga i przestrzegaj jego przykazań” (Księga Kaznodziei 12:13), drugiego: ‛Pełnijmy dla Boga świętą służbę ze zbożną bojaźnią i lękiem’ (List do Hebrajczyków 12:28), a trzeciego: „Bójcie się Boga i oddajcie mu chwałę” oparto na wersecie z Księdze Objawienia 14:7.